# 田井基文
田井 基文（たい もとふみ、1979年4月20日 - ）は、動物を専門とする動物園水族館ジャーナリスト。動物園・水族館コンサルタント。写真家。大阪府出身。
帝塚山学院泉ヶ丘中高等学校から早稲田大学法学部卒。広告・デザイン業界でキャリアをスタートさせ、独立。フリーマガジン『どうぶつのくに』編集長。動物園水族館コンサルタントとしても活躍する。同誌は2020年5月に新型コロナウイルスの影響により休刊しており、HPで有料コンテンツの配信を始めた。2020年の5月より、コロナ禍に悩む動物園水族館のために寄付をベースにした有料のライブ配信ができるプラットフォーム「KIFUZOO」をスタートさせており、徐々にその支援の輪は広がっている。旭山動物園の園長坂東元や長崎バイオパークの園長伊藤雅男などとは特に親交が深く、業界全体にその存在を知られる人物だが本人は「あまり目立ちたくない」と言っている。2023年7月18日に『世界をめぐる動物園・水族館コンサルタントの想定外な日々』を発表。